# Elbdome
Der Elbdome ist eine geplante Mehrzweckhalle im Stadtteil Rothenburgsort der deutschen Stadt Hamburg.

## Geschichte
Der derzeit geplante Standort im Bezirk Mitte liegt im Gewerbegebiet Neuer Huckepackbahnhof am Billebogen in Rothenburgsort, rund einen halben Kilometer von der HafenCity und den Elbbrücken entfernt. Er wurde Mitte November 2022, nach über vierjähriger Suche, vorgestellt. Zuvor waren drei mögliche Standorte aus verschiedenen Gründen ausgeschieden.
Zunächst sollte der Bau neben dem geplanten Elbtower im Stadtteil HafenCity entstehen, was sich aber als kaum umsetzbar und zu teuer erwies. Die zweite Möglichkeit war ein Gelände an der S-Bahnhaltestelle Veddel. Dieses will der Hamburger Verkehrsverbund (HVV) selbst für ein Verkehrsdrehkreuz im Raum Süderelbe nutzen. Dritter möglicher Standort war ein Kleingartengelände am Auswanderungsmuseum BallinStadt im Stadtteil Veddel. Dort stockten aber die Grundstückszukäufe. Außerdem befindet sich das Gelände im Störfallradius Schadstoffe ausstoßender Betriebe (Aurubis), was eine feuerwehrtechnische Zulassung, für den Fall der Evakuierung der Halle mit bis zu 8000 Menschen, ausschloss.
Die Halle würde die Lücke einer mittelgroßen Veranstaltungshalle in der Stadt zwischen der Sporthalle Hamburg (Alsterdorfer Sporthalle) in Winterhude von 1968 mit 4144 Plätzen und der 2002 eingeweihten Halle in Bahrenfeld (jetzt Barclays Arena) mit bis zu 15.000 Plätzen schließen. Als sportlicher Mieter würde der Basketballverein der Hamburg Towers (seit 2019 in der Basketball-Bundesliga) die Halle nutzen. Die jetzige Spielstätte, die Inselpark Arena im Wilhelmsburger Inselpark, ist mit 3400 Plätzen auf die Dauer zu klein für die Anforderungen der Bundesliga und der europäischen Vereinswettbewerbe. Pro Saison wären dies etwa 35 Heimspiele.
Neben Sportveranstaltungen sollen u. a. auch Konzerte, Showveranstaltungen, Messen oder Tagungen in der Halle stattfinden. Mit einer Anzahl von 120 bis 140 Veranstaltungen pro Jahr ließe sich eine Halle mit dieser Zuschauerkapazität kostendeckend betreiben. Als weiterer Mieter käme der Handball Sport Verein Hamburg (seit 2021 in der Handball-Bundesliga) in Frage. Der Club trägt derzeit seine Spiele in der Sporthalle Hamburg sowie bei größerem Besucheraufkommen in der Barclays Arena aus. Der Handball Sport Verein ist auf der Suche nach einer passenderen Heimspielstätte. Der Bau soll vollständig privat von Tomislav Karajica, Hauptgesellschafter der Towers, und seiner Home United Management GmbH finanziert werden. Die Kosten werden auf 70 bis 80 Mio. Euro geschätzt. Im günstigsten Fall könnte die Halle 2027 oder 2028 fertig sein.
Laut der Hamburger Stadtentwicklungsbehörde soll mit dem geplanten Hallenbau am Standort die Errichtung eines Hotel einhergehen. Erreicht werden soll ebenfalls „weitere öffentliche, publikumsbezogene Mantelnutzungen“. Politisch erhält das Bauvorhaben Unterstützung durch den Hamburger Senat in Person des Innen- und Sportsenators Andy Grote.